# 王孙满
王孙满（？—？），姬姓，名满。周襄王的孙子。
鲁僖公三十三年（前627年）春，孟明視率領秦国军队經過周都的北门，秦軍將士們雖然按照禮法，摘取頭盔並下車，但當中約有三百乘，未得回應便隨即上車。
当时王孙满雖然年幼，但見了秦军的動作，便对周襄王说：“秦國軍隊輕佻而不遵禮法，必定會敗師而歸。輕佻者缺少谋略，不遵禮法者疏忽細節。進入危險的地方不注意細節，又不知道謀略，能不失敗嗎？”之后，孟明视在回师途中崤之战大败于晋国先轸。
鲁宣公三年（前606年），楚庄王伐陆浑之戎，遂至洛邑，在周疆阅兵。周定王派王孙满犒劳楚庄王。楚庄王问周朝九鼎之大小轻重。对曰：“在德不在鼎。”庄王曰：“子无阻九鼎！楚国折钩之喙，足以为九鼎。”王孙满回答：“在德不在鼎。昔夏之方有德也，远方图物，贡金九牧，铸鼎象物，百物而为之备，使民知神、奸。故民入川泽山林，不逢不若。螭魅罔两，莫能逢之，用能协于上下以承天休。桀有昏德，鼎迁于商，载祀六百。商纣暴虐，鼎迁于周。德之休明，虽小，重也。其建回昏乱，虽大，轻也。天祚明德，有所底止。成王定鼎于郏鄏，卜世三十，卜年七百，天所命也。周德虽衰，天命未改，鼎之轻重，未可问也。”楚庄王于是退兵而去。这就是问鼎的典故。